# Motion City Soundtrack
Motion City Soundtrack je americká rocková hudební skupina, která vznikla v roce 1997 v Minneapolisu v Minnesotě. Kapela sestává z pěti členů, jimiž jsou Justin Pierre (zpěv, kytara) a Joshua Cain (kytara, doprovodné vokály), kteří jsou jedinými původními členy, a s nimi Jesse Johnson (klávesy, moog syntezátor), Matthew Taylor (basová kytara, doprovodné vokály) a bubeník Tony Thaxton. Motion City Soundtrack dodnes vydali čtyři studiová alba a za celou kariéru prodali přes 600 000 desek, z toho půl milionu pouze ve Spojených státech. Skupina vznikla z rozpadlých skupin The Saddest Girl Story a Slide Coaster a inspirovala se především skupinami Sunny Day Real Estate, Jawbox, The Flaming Lips a Superchunk.
V roce 1999 vydala kapela svůj první singl na sedmipalcové gramofonové desce s názvem „Promenade/California“. Následně v roce 2000 vydala skupina svoje debutové EP s názvem Kids for America a hned poté i druhé EP s názvem Back to the Beat. První studiové album s názvem I Am the Movie vydala kapela v roce 2002. Tato čtyři alba vydali Motion City Soundtrack individuálně ve vlastním vydavatelství. Díky neustálému koncertování a rozrůstající se základně fanoušků podepsala kapela ke konci roku 2002 smlouvu s Epitaph Records. S nimi poté znovu vydali album I Am the Movie v roce 2003. Singl „The Future Freaks Me Out“ si získal velkou podporu v televizním vysílání, ale neumístil se v žebříčcích a ani nebyl nijak zvlášť hraný v rádiu. V letech 2003 a 2004 vydala kapela tři split alba se skupinami Schatzi, Limbeck and Matchbook Romance. Druhé album s názvem Commit This to Memory vyšlo na podzim roku 2004 a je to nejúspěšnější deska v historii kapely. Prodalo se jí přes 285 000 kusů a umístilo se na druhém místě v žebříčku Billboard Independent Albums. Vybraný singl „Everything Is Alright“ měl však stejný problém jako první singl, uspěl v televizi, ale v rádiu moc hraný nebyl a neumístil se v žebříčcích hitů.
V roce 2007 vydala kapela své třetí studiové album s názvem Even If It Kills Me, které obsadilo 16. pozici v žebříčku Billboard 200 a vrchol tabulky žebříčku Billboard Independent Albums. Album přineslo tři singly „Broken Heart“, „This Is for Real“ a „It Had to Be You“. V roce 2008 přešla kapela k vydavatelství Columbia Records, se kterým v lednu 2010 vydala své nejnovější čtvrté studiové album s názvem My Dinosaur Life, které obsadilo 15. pozici v žebříčku Billboard 200.

## Diskografie
- I Am the Movie (2003)
- Commit This to Memory (2005)
- Even If It Kills Me (2007)
- My Dinosaur Life (2010)

## Složení kapely

### Současná sestava
- Justin Pierre – zpěv, kytara (1997–současnost)
- Joshua Cain – kytara, doprovodný zpěv (1997–současnost)
- Jesse Johnson – moog syntezátor, klávesy (2002–současnost)
- Matthew Taylor – basová kytara, piáno, doprovodný zpěv (2002–současnost)
- Tony Thaxton – bicí, doprovodný zpěv (2002–současnost)

### Dřívější členové
- Joe Skinner – kytara (1997)
- Andrew Gruhn – moog syntezátor (1998)
- Kevin Sheeler - harmonika (1999–2003)
- Jose Lopez - kytara, tuba (2000–2001)
- Evelyn Dellorfano - bicí (2000–2001)
- Austin Lindstrom – basová kytara (1998–2000, 2001–2002)
- Jose Sanchez - rytmická kytara (1997–2003)
- Andrew Whitney – bicí (1997–1998)
- E.B. Johnson - piáno, klávesy (1999)
- Joel Habedank – bicí (1998–2000)
- Matthew Potocnik – basová kytara (2000–2001)
- Sidney Burgdorf – bicí (2001)
- Eric Dalen - basová kytara (1998)
- Jamie Brown - moog syntezátor (1997)
- Carl Reidholt - elektrická harmonika (1999)
- Bart Dickle - elektrický fagot (2000)
- Anna Zimmer - klávesy (2002)
- Felix Wohnwagen - elektrická tuba (2006, 2008)